# Комарецький Микола Ананійович
Микола Ананійович Комарецький (4 травня 1877, Чорнухи, Полтавська губернія — 25 червня 1931, Ленінград, СРСР) — протоієрей Російської православної церкви, церковний та громадський діяч. Депутат Державної думи Російської імперії III скликання від Полтавської губернії.

## Громадська діяльність
Народився 4 травня 1877 року в містечку Чорнухи Лохвицького повіту Полтавської губернії в родині священника.
1899 року закінчив Полтавську духовну семінарію і рукопокладений в ієреї. Служив священником спочатку в селі Сакунова Слобода, потім — у містечку Костянтиново Роменського повіту. Володів 78 десятинами землі.

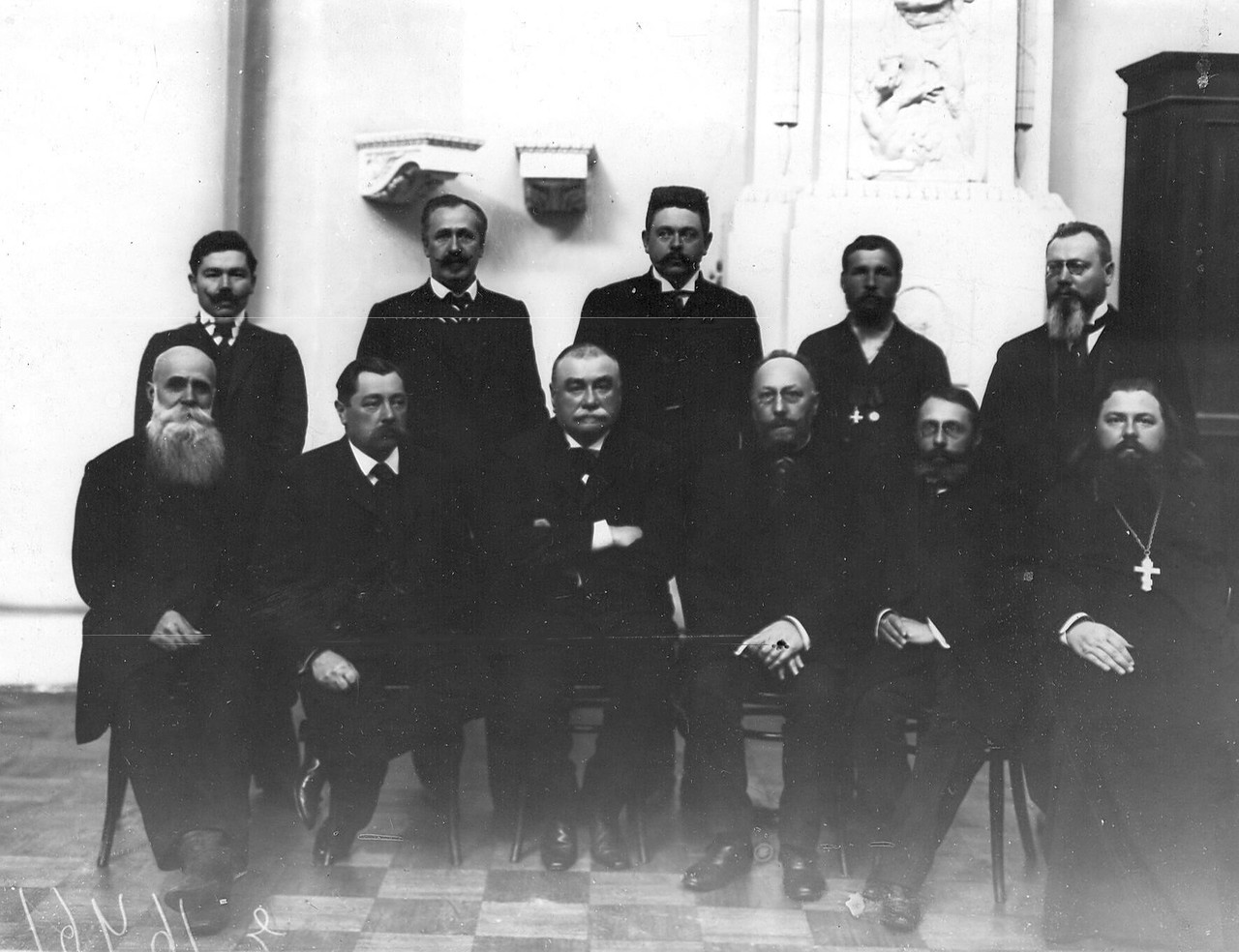
Депутати Державної думи III скликання від Полтавської губернії. Микола Комарецький крайній справа, сидить

15 жовтня 1907 року обраний депутатом Державної думи III скликання від Полтавської губернії. Увійшов до фракції октябристів, а з жовтня 1909 року, починаючи з третьої сесії, належав до правих октябристів. Працював у комісіях у справах Православної Церкви, віросповідання, народної освіти та місцевого самоврядування. 1907 року подав на розгляд думи законопроєкт «Про введення загального початкового навчання». Брав участь у розробці законопроєктів «Про мову викладання в школах місцевостей з малоруським населенням», «Про покращення та збільшення селянського землеволодіння та землекористування», «Про пенсії вчителям та вчителькам парафіяльних шкіл».
Під час роботи в думі в 1907—1912 роках відвідував лекції Археологічного інституту в Санкт-Петербурзі.
1912 року призначений полковим священником. Наступного року служив священником військової в'язниці. З 1914 року — благочинний Роменського повіту. Фінансував потреби десяти церков, будівництво трьох земських училищ, купив та передав училищам сотні книг.
Брав участь у Першій світовій війні як полковий священник. За це отримав державні нагороди Російської імперії.
1917 року переведений до стану протоієреїв. З 1919 року служив у Благовіщенській церкві Кінногвардійського полку в Петрограді.
1922 року проти Комарецького було відкрито кримінальну справу «Про спротив вилученню церковних цінностей». Арештований 28 березня, проте за три місяці був виправданий судом та звільнений.
Після закриття Благовіщенської церкви в 1928 році служив на подвір'ї Конівського Різдво-Богородичного монастиря та в церкві Большеохтінського цвинтаря.
Помер у Ленінграді 25 червня 1931 року. Похований на Большеохтінському кладовищі.

## Нагороди
За службу капеланом під час Першої світової війни нагороджений державними нагородами Російської імперії:
- Орден Святого Володимира з мечами (1914)
- Орден Святої Анни III ступеня (1914)
- Орден Святої Анни II ступеня (1915)
- Золотий хрест на Георгіївській стрічці (1916)

## Родина
Був одружений із попадею Марією Іванівною. У шлюбі народилися сини Борис та Михайло.